# Saiyuki Reload Gunlock
Gensou Maden Saiyuki Reload Gunlock est une série télévisée d'animation japonaise en 26 épisodes de 25 minutes, créée par le Studio Pierrot d'après le manga Saiyuki de Kazuya Minekura et diffusée du 1er avril au 23 septembre 2004 sur TV Tokyo. En France, la série est distribuée par Déclic Images.

## Synopsis
Saiyuki Reload Gunlock est la suite de Saiyuki Reload: le principe de la série ne change pas. Toujours en route vers l'ouest pour trouver l'origine du mal qui affecte les youkai (monstres), Hakkai, Sanzo, Goku et Gojyo passent dans des villes où ils rencontrent des youkai, des ennemis en tout genre.
Ils se retrouvent de nouveau face à face avec le prince Kougaiji…
L'intrigue évoluera avec la rencontre d'un mystérieux personnage venu de l'ouest qui se donne pour mission d'exterminer tous les youkai du monde… même les compagnons de notre moine déjanté et caractériel… La question se pose: peut-on faire confiance aux youkai… et à ses amis ?

## Voix japonaises
- Akira Ishida : Cho Hakkai
- Hiroaki Hirata : Sha Gojyo
- Sōichirō Hoshi : Son Goku
- Toshihiko Seki : Genjo Sanzo
- Houchu Ohtsuka : Nii Jyeni
- Juurouta Kosugi : Dokugakuji
- Shinobu Satou : Gyokumen Koushu
- Takeshi Kusao : Kou Gaiji
- Tomoko Kawakami : Lirin
- Yuko Minaguchi : Yaone
- Keiko Aizawa : Dr. Hwang
- Rei Igarashi : Kanzeon Bosatsu
- Takao Ishii : Jiroushin

## Épisodes
1. Temple Where Evil Things Live ~nest~
2. The Nightmare Unleashed ~rabbits~
3. Swift Current ~against the stream~
4. Encounter ~fake~
5. Struggle ~the opponent~
6. Awakening ~back~
7. The Cursed Dice Game ~inevitable game~ : arrivé dans un manoir où il s'ennuie, Goku reçoit un étrange jeu de plateau… Qu'on ne peut arrêter.
8. The Red-Haired Woman ~stupid woman~: place à Gojyo et à la drague! Une fille aux cheveux rouges pour une aventure taboue…
9. Showdown ~muzzle~
10. Buried Dream ~snow drop~
11. Runaway Hakkai!? ~réflexion~ : Hakkai est parti… Et que peut-on faire sans celui qui range, qui lave, qui achète… ?
12. Mansion of Marionettes ~two faces~: cette fois, c'est Sanzo qui est enlevé… dans un royaume où les marionnettes sont vivantes… et dangereuses…
13. The Man Who Came From The West ~open your eyes~: un mystérieux personnage qui vient de l'Ouest et qui ressuscite les morts… Ange ou démon ?
14. The Whereabouts of the Miracle ~pilgrim~
15. To The Limits Of Mourning ~death wish~: la jeune femme de l'auberge où logent nos quatre compères a perdu son mari, le jour même de son mariage, tué par les démons. Depuis elle ne jure que de le venger… et de le ressusciter…
16. Return To Life ~sympathy~
17. Onslaught ~intruder~
18. Misgivings ~hesitation~
19. Reminiscence ~deprivation~
20. Fissure ~misunderstanding~ Peut-on avoir confiance dans les youkai ? C'est la question qui est posée à Sanzo mis au pied du mur par l'étrange ange bleu…
21. Reanimated Man ~desperado~
22. Strategy ~checkmate~
23. Breakthrough ~battle royal~
24. Fight to the Death ~ sunny day ~
25. Something We Must Protect ~ truth ~ La vérité sur la vie d'Hazel… Les révélations sont douloureuses.
26. Don't Cry ~ close your eyes ~ La fin du combat à mort… Qui sont finalement les monstres ?

## Commentaires
Cette série est une suite de Gensou Maden Saiyuki Reload.